# Ferdinand Scholz von Rarancze
Ferdinand Karl Scholz, seit 1917 Scholz Edler von Rarancze (* 11. Dezember 1856 in Olchovce, Galizien und Lodomerien; † 16. April 1922 in Mies, Tschechoslowakei) war ein Generalmajor im Artilleriewesen der k.u.k. Armee.

## Leben
Ferdinand Scholz absolvierte nach seiner militärischen Grundausbildung die k.u.k. Militärtechnische Akademie. Im Rang eines Leutnants wurde er 1877 dem Feldartillerie-Regiment Nr. 1 zugeteilt. Weitere militärische Stationen waren die 11. Feldartillerie-Brigade, die 42. Landwehr-Feldartillerie-Brigade und die 59. Feldartillerie-Brigade.
Zu Beginn des Ersten Weltkriegs übernahm Scholz im Rang eines Oberstleutnants das Kommando über das k.u.k. Feldartillerie-Regiment Nr. 33. 1915 war Scholz beim Gebirgskrieg in Südtirol eingesetzt; eine Aufnahme der Kriegsberichterstatterin Alice Schalek zeigt Scholz und seinen Stab am Karersee. Bei den Kämpfen gegen russische Truppen in der Bukowina konnte Scholz den Gegner am 9. Mai 1915 im Nachtgefecht bei Rarancze zurückschlagen. Am 25. August 1917 erhob Kaiser Franz Joseph I. Scholz aufgrund von dessen über dreißigjähriger Dienstzeit als Edler von Rarancze in den erblichen Adelsstand, wobei das Territorialprädikat an das Gefecht von 1915 erinnern sollte. Am 16. Jänner 1918 wurde Scholz-Rarancze zum Generalmajor befördert. Nach der Demobilisierung ließ sich Scholz-Rarancze im November 1918 bei der Familie seiner Schwester Angela Komers in der böhmischen Stadt Mies nieder. Zum 1. Jänner 1919 wurde er offiziell in den Ruhestand versetzt.
Seine letzten Jahre verbrachte Scholz-Rarancze in Mies, wo er am Ostersonntag 1922 nach schwerer Krankheit im Haus Husova Nr. 419 verstarb. Ferdinand Scholz-Rarancze wurde am 18. April 1922 in Anwesenheit des evangelischen Pfarrers von Pilsen, Richard Färber, an der unteren Friedhofsmauer des Mieser Stadtfriedhofes beigesetzt. Seine von Efeu überwucherte Grabstätte ist erhalten.

## Familie
Ferdinand Karl Scholz-Rarancze war mit Caroline Hopfengärtner (1874–1964), einer Tochter des Industriellen Max Hopfengärtner, verheiratet.
Aus der anscheinend geschiedenen  Ehe gingen vier Kinder hervor, darunter:
- Caroline, verheiratete von Mitzka
- Lini, verheiratete von Pittner
- Fritz von Scholz (1896–1944), Generalleutnant der Waffen-SS